# Modelář (film)
Modelář je české drama z roku 2020 režiséra Petra Zelenky, který k filmu zároveň napsal i scénář. Film pojednává o dvou kamarádech provozujících půjčovnu dronů. V hlavních rolích se objevili Kryštof Hádek, Jiří Mádl, Veronika Khek Kubařová, Richard Stanke, Zuzana Fialová a Miroslav Hanuš. 
Film vstoupil do českých kin dne 6. února 2020, předpremiéra proběhla dne 29. ledna 2020 v Brně v kině Scala.
Film na Cenách české filmové kritiky 2020 získal cenu za nejlepší scénář (Petr Zelenka). Jiří Mádl byl za svůj herecký výkon oceněn Českým lvem v kategorii nejlepší herec ve vedlejší roli.

## O filmu
Příběh se odehrává v současné Praze a představuje dva kamarády, kteří provozují prodejnu s drony. Každý z kamarádů má odlišný přístup k životu. Pavel (Kryštof Hádek) rád bojuje za spravedlnost, kdežto jeho kolega a zároveň majitel obchodu Plech (Jiří Mádl) si myslí, že jedinou šancí na slušný život jsou peníze. Do cesty se jim připlete právnička Eva (Veronika Khek Kubařová), která pracuje na pozici asistentky prezidentského kandidáta. Díky ní se Pavel a Plech začnou podílet na prezidentské kampani.

## Obsazení
| Kryštof Hádek          | Pavel                                     |
| Jiří Mádl              | Plech                                     |
| Veronika Khek Kubařová | Eva, Zavadilova spolupracovnice           |
| Zuzana Fialová         | Jana, tlumočnice                          |
| Richard Stanke         | JUDr. Jan Zavadil, kandidát na prezidenta |
| Helena Dvořáková       | Petra, Pavlova sestra                     |
| Miroslav Hanuš         | Kasl, Zavadilův spolupracovník            |
| Jiří Štrébl            | Aleš, Petřin milenec                      |
| Kristýna Frejová       | Lenka                                     |
| Jiří Svoboda           | Norník                                    |
| Jan Vondráček          | Dick Cheney                               |
| Kateřina Zapletalová   | recepční                                  |
| Leona Skleničková      | Nora                                      |
| Kamil Halbich          | Xavier                                    |
| Elizaveta Maximová     | zpěvačka                                  |
| Žofie Dařbujánová      | Plechova holka                            |

## Recenze
Film získal od filmových kritiků převážně pozitivní hodnocení:
- Mirka Spáčilová, iDNES.cz, 4. února 2020, [6]
- Věra Míšková, Novinky.cz, 6. února 2020, [7]
- František Fuka, FFFILM, 4. února 2020, [8]
- Jan Varga, Filmspot.cz, 6. února 2020, [9]
- Lenka Vosyková, Cervenykoberec.cz, 6. února 2020, [10]
- Jana Podskalská, Deník.cz, 6. února 2020, [11]